# Akonadi
Akonadi è un servizio di archiviazione per i dati e i metadati PIM sviluppato dalla comunità KDE. Benché sia stato progettato per essere usato in qualsiasi ambiente desktop, Akonadi è uno dei "pilastri" su cui si fonda la versione 4 di KDE (KDE SC 4). Il servizio è estensibile e attualmente fornisce lettura, scrittura e accesso in interrogazione.

## Caratteristiche
Akonadi fornisce un unico strumento di identificazione e recupero di informazioni PIM per il desktop. Il servizio funziona come un archivio estensibile di dati per tutte le applicazioni KDE PIM. Nella versione 3 di KDE ciascuna applicazione KDE PIM utilizzava un proprio metodo di salvataggio e gestione dei dati, questo condusse a diverse implementazioni di quello che in realtà è essenzialmente lo stesso servizio.
Oltre al salvataggio dei dati, Akonadi fornisce altre funzionalità quali la ricerca e la libreria (cache) per un semplice accesso e notifica dei dati cambiati.
Akonadi comunica con i server per ricevere e trasferire dati attraverso una "API" specializzata. I dati quindi possono essere recuperati da Akonadi attraverso un il model-view-controller, progettato per raccogliere dati specifici (messaggi di posta, calendario, contatti, ecc). L'applicazione stessa è costituita di "visori" ed "editori" per mostrare le informazioni all'utente e permettergli di inserirne di nuove. Akonadi inoltre fornisce supporto per i metadati creati dalle applicazioni.
Siccome Akonadi si occupa di archiviare e recuperare i dati, tipicamente la parte più complessa nella creazione di un'applicazione PIM, lo sviluppo di applicazioni di questo genere diventa molto più semplice. A tal proposito, la squadra di sviluppo di Mailody ha dimostrato come un lettore di posta elettronica possa essere creato in soli dieci minuti usando Akonadi.